# Consejo Mundial de Lucha Libre
Consejo Mundial de Lucha Libre (CMLL) es una empresa de lucha libre profesional con sede en México. Anteriormente fue conocida Empresa Mexicana de la Lucha Libre (EMLL), nombre original al momento de su fundación. Es la promotora de lucha libre profesional más antigua en el país y de las pocas en el mundo que ha lleva más de 80 años en activo. Desde el 18 de noviembre de 2014, cuenta con una filial en San José, Costa Rica.
El CMLL es conocido como «la seria y estable» en el deporte-espectáculo, por mantener el estilo ultraconservador y tradicional de la lucha libre mexicana. El principal evento semanal es el Súper Viernes, que se realizaba originalmente en la Arena Modelo, luego la Arena Coliseo y, desde 1956, en la Arena México, que es propiedad de la empresa.

## Historia

### Inicios
En 1929, Salvador Lutteroth González (Chavo Lutteroth I), quien en ese momento era un empleado del departamento de impuestos de México, viajó a Ciudad Juárez, cerca de la frontera México-Estados Unidos, y durante su travesía a El Paso, Texas, Lutteroth presenció un espectáculo de lucha libre profesional y quedó intrigado por él; cuatro años después, Lutteroth, junto con su socio financiero Francisco Ahumada, fundó la Empresa Mexicana de Lucha Libre (EMLL), siendo la primera promoción de lucha libre mexicana. 
La EMLL realizó su primer show el 21 de septiembre de 1933, día que es considerado el "Nacimiento de la Lucha Libre" en México, y que llevó a que Lutteroth fuera conocido como "El Padre de la Lucha Libre".
La promoción floreció y rápidamente se convirtió en el punto más importante para los luchadores, pues si estos eran grandes en la Ciudad de México, eran considerados estrellas en todo México. Con personajes como El Santo, Huracán Ramírez, Blue Demon, Murciélago Velázquez, Black Shadow, Bobby Bonales, Tarzán López, Cavernario Galindo y Gory Guerrero (padre de Eddie Guerrero), la empresa estuvo a la vanguardia del movimiento de la lucha libre y durante los siguientes 40 años, el EMLL continuó en ese puesto como líder.

### Primer desbandada: UWA
A finales de los años 1960, Lutteroth abandonó la compañía, dejándola en manos de su hijo, Salvador Lutteroth Camou (Chavo Lutteroth II); pero la compañía se debilitó debido a la implementación del sistema de pago basado en las entradas a las arenas, además de encarecer los carteles al resto de promotores en provincia, lo cual generó conflicto con luchadores y empresarios. Esta acción, combinada con una filosofía promocional muy rígida y conservadora, llevó al promotor Francisco Flores, al luchador y entrenador de EMLL Ray Mendoza, y al inversionista Benjamín Mora, Jr. a romper vínculos profesionales con EMLL para formar su propia empresa, la Universal Wrestling Association. La UWA se fundó en Ciudad de México y en las cercanías de Naucalpan, específicamente en el Toreo de Cuatro Caminos, siendo el contrincante principal de la EMLL. La UWA fue una tremenda industria durante 15 años pero debido a la escasez de talento y afiliados, así como el deceso de Francisco Flores y la devaluación del Peso Mexicano, la empresa se extinguió en 1995.

### NWA y cambio de nombre
La EMLL se unió a la National Wrestling Alliance (NWA) en 1953, dándose a conocer como la afiliación mexicana NWA-EMLL. La afiliación desapareció en los años 1980 debido a la falta de unidad promotora y que la NWA perdió las batallas para evitar la expansión y consolidación en la escena de la lucha libre estadounidense de la World Wrestling Federation. En ese momento, la EMLL, con el consentimiento de Paco Alonso, el booker Antonio Peña y el promotor regiomontano Carlos Humberto Elizondo, idearon la creación del Consejo Mundial de Lucha Libre, para establecer una nueva identidad tras la escisión de la NWA, con el fin de tener títulos propios y organizar a los promotores que quisieran unirse, además a sonar más internacional. A finales de la década de 1980, Chavo Lutteroth II se retiró, permitiendo que su sobrino Paco Alonso, nieto de Chavo Lutteroth I, tomara el control total del CMLL.

### Regreso a la televisión nacional y segunda desbandada: AAA
Al comienzo de los años 1990 la compañía empezó a reaparecer en Televisa. Esto llevó a un gran auge en los negocios debido a la exposición en televisión nacional, pues antes de esto las revistas eran el único medio de difusión de la lucha libre. Después del auge inicial, el booker Antonio Peña, con una larga carrera en el CMLL, abandonó la empresa a raíz de que Paco Alonso eligiera ignorar sus ideas creativas de Peña para continuar con el estilo conservador y tradicionalista de Juan Herrera, otro booker de la empresa. 
Antonio Peña funda su propia promoción, Asistencia, Asesoría y Administración (AAA), llevándose a muchos talentos jóvenes con él. La AAA tomó el liderazgo por varios años, pero cuando la economía mexicana disminuyó a mediados de la década de 1990, la AAA se redujo y CMLL comenzó su reconstrucción con la famosa rivalidad de El Hijo del Santo vs. Negro Casas, en la que El Hijo del Santo impactó al mundo volviéndose Rudo (heel), después de vestirse como Felino, el hermano de Negro Casas, para atacar a este último. 
El CMLL continúo impulsando a estrellas más jóvenes, lo cual lo llevó a un nuevo periodo de auge.

### SigloXXI
De 2007 a 2009 CMLL tuvo una relación de trabajo con la promoción estadounidense Total Nonstop Action Wrestling, donde se les vio ganar a Averno, Rey Bucanero, Último Guerrero y Volador, Jr. el 2008 TNA World X Cup Tournament y al funcionario de TNA Alex Shelley el Gran Prix Internacional del CMLL de 2008
En 2008, CMLL estableció una relación de trabajo con New Japan Pro Wrestling como parte del G-1 World. Desde entonces, varios luchadores han viajado entre las dos empresas ganando títulos, incluidos Místico, que obtuvo el Campeonato Peso Pesado de la IWGP y Jushin Liger, quien ganó el Campeonato Universal del CMLL. Desde 2011, las dos promociones han co-promocionado anualmente eventos en Japón, bajo el nombre FantasticaManía.
En el 2011, CMLL estableció una relación de trabajo con la promoción japonesa de mujeres Universal Woman's Pro Wrestling Reina y anunciaron que las dos promociones crearían un campeonato nuevo, en el que competirán mujeres que han estado en el negocio menos de diez años, al cual llamaron Campeonato Internacional Júnior del CMLL-REINA.
El 10 de agosto de 2016, CMLL anunció una relación de trabajo con la promoción estadounidense Ring of Honor (ROH). Las dos promociones estaban vinculadas a través de sus relaciones separadas con NJPW. La alianza con Ring of Honor finalizó el 27 de abril de 2021.
El 7 de julio de 2019, CMLL anunció el fallecimiento del presidente de la empresa Paco Alonso, quién murió el día anterior, 6 de julio. El 10 de julio de 2019, CMLL nombró a Sofía Alonso como su presidenta. El 26 de agosto de 2019 se desveló que Sofía Alonso había sido relevada de su cargo y devuelta al área de publicidad de la empresa, nombrando como director ejecutivo de PROMECOR-CMLL a Salvador Lutteroth Lomelí (Chavo Lutteroth III).
El 5 de julio de 2023, el CMLL anunció una alianza con la Arena Coliseo Tony Arellano de Torreón. En una conferencia de prensa, anunciaron esta fusión, que les permitirá trabajar en varios proyectos muy ambiciosos. Edgar "güero" Noriega, árbitro y promotor de la empresa, asistió a la conferencia directamente desde el CMLL para recibir varias buenas noticias. La primera fue la fusión: la Arena Tony Arellano formará parte de la programación de la compañía, al igual que ocurre con el Coliseo de Guadalajara, Puebla, la Arena México y la Arena Coliseo. Ahora, La Laguna ya es la sede y ha sido certificada.
El 3 de agosto de 2023, CMLL y Revolution Pro Wrestling anunciaron su alianza, que comenzó con su primer evento conjunto, Fantastica Mania UK.
El 13 de octubre de 2023, All Elite Wrestling anunció una colaboración con CMLL.

## Shows Anuales
Cada año, CMLL promueve una serie de eventos exclusivos, algunos mostrados como eventos de pago por evento y otros que se muestran en la televisión regular. En los últimos años, CMLL ha realizado tres eventos regulares cada año y varios eventos especiales. El programa principal, que se muestra en orden de cuándo ocurren durante el año, incluye:
| Creado | Evento                       | Notas |
| ------ | ---------------------------- | --- |
| 2010   | Entre el Cielo y el Infierno | Un nombre utilizado como nombre principal o como "tag team" para varios espectáculos. El espectáculo de 2010 fue el primero promocionado específicamente bajo el nombre de Entre el Cielo y el Infierno. |
| 2011   | FantasticaManía              | Fue coproducida con New Japan Pro Wrestling, que se celebra en Japón en enero de cada año. |
| 1996   | Homenaje a Dos Leyendas      | Muestra anual desde 2005, honra a 2 "leyendas", uno es siempre Salvador Lutteroth González, fundador de CMLL.                                                                                            |
| 1934   | Show Aniversario             | El espectáculo más grande del año de CMLL, conmemora el debut de CMLL en 1933. El espectáculo anual de mayor duración en la lucha libre profesional.                                                     |
| 2000   | Sin Piedad                   | Tradicionalmente, el programa "Fin de año" de CMLL. |
| 1991   | Juicio Final                 | Celebrada de forma intermitente desde 1990. |
| 2009   | Sin Salida                   | Se realiza de forma intermitente desde 2009. |

## Asociaciones
Aunque es poco frecuente, durante su historia, CMLL ha trabajado con otras promociones de lucha libre en esfuerzos de colaboración:
| Año           | Empresa                        |
| ------------- | ------------------------------ |
| 1953-2010     | National Wrestling Alliance    |
| 2009-2011     | Total Nonstop Action Wrestling |
| 2004-2006     | Toryumon                       |
| 2011-presente | New Japan Pro-Wrestling        |
| 2016-2021     | Ring of Honor                  |
| 2014-2016     | Lucha Libre Elite              |
| 2017-presente | Costa Rica Wrestling Embassy   |
| 2018-2019     | The Crash                      |
| 2023-presente | All Elite Wrestling            |
| 2023-presente | Major League Wrestling         |
| 2023-presente | Revolution Pro Wrestling       |

## Campeonatos y logros del CMLL
Actualmente, el CMLL tiene 12  campeonatos; de los cuales, el campeonato máximo es el Campeonato Mundial de Peso Completo del CMLL.

## Próximos eventos
En la siguiente tabla, se exponen los eventos actuales del CMLL en curso, a la izquierda el que acaba de ocurrir, en medio el evento en producción, y el derecho el evento por realizarse:

| Predecesor: Sin Salida | Homenaje a dos leyendas 29 de marzo de 2024 | Sucesor: TBA |

## Personal del CMLL

### Plantel de luchadores y otros

#### Luchadores

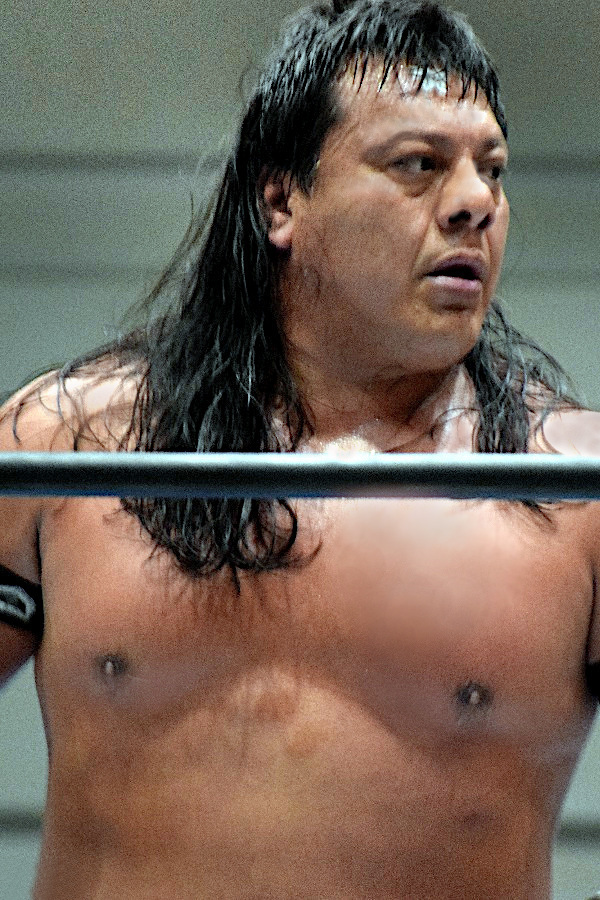
Último Guerrero

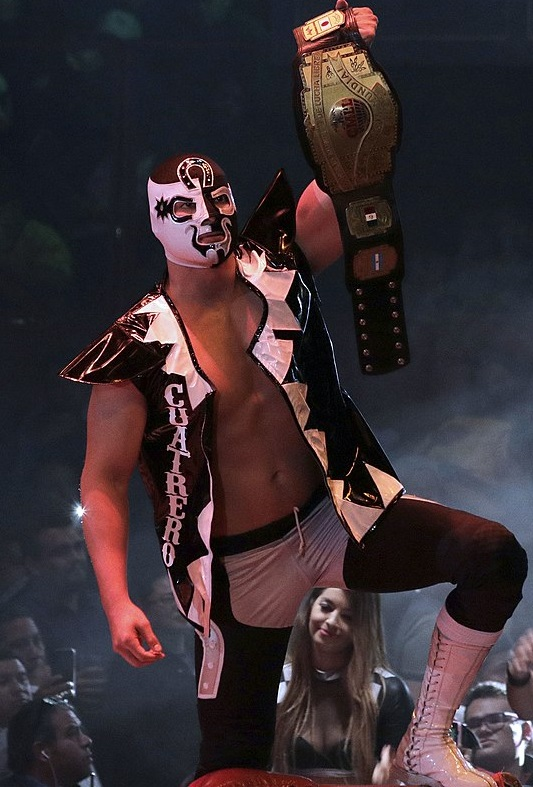
El Cuatrero

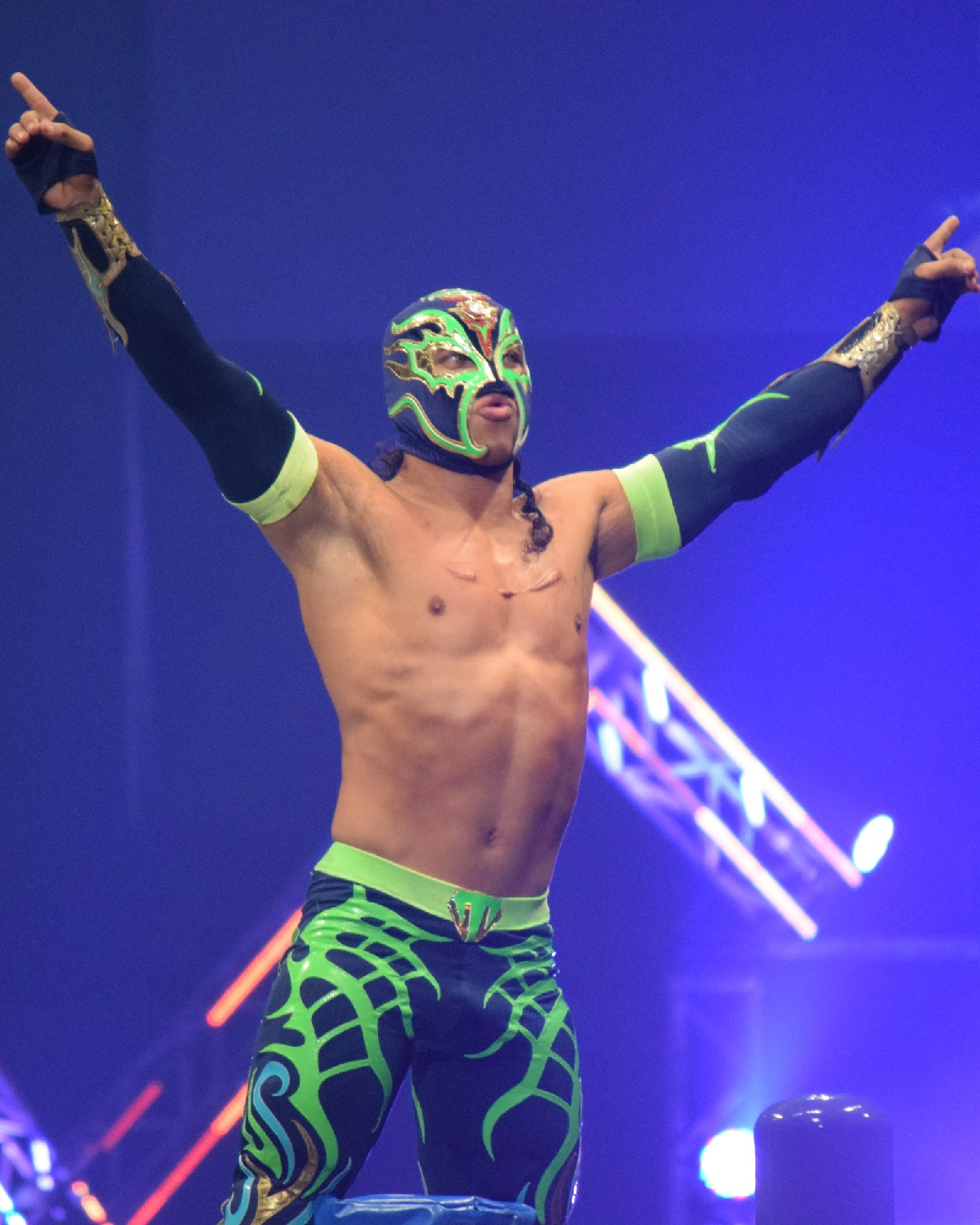
Titán

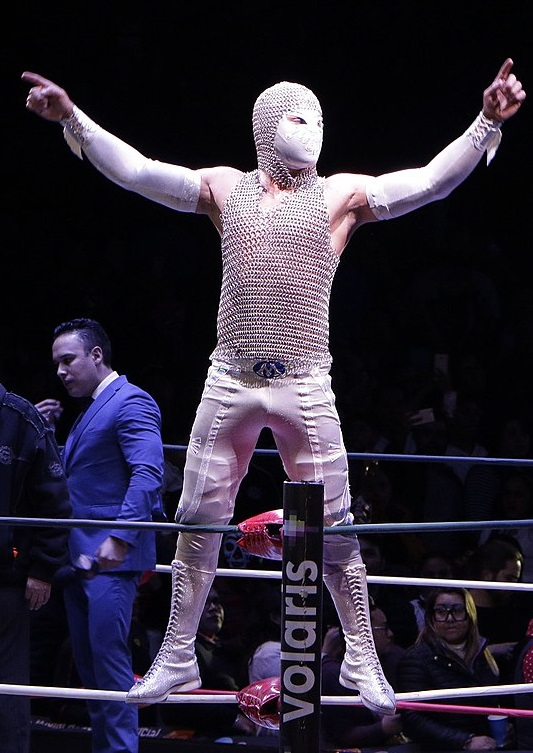
Místico

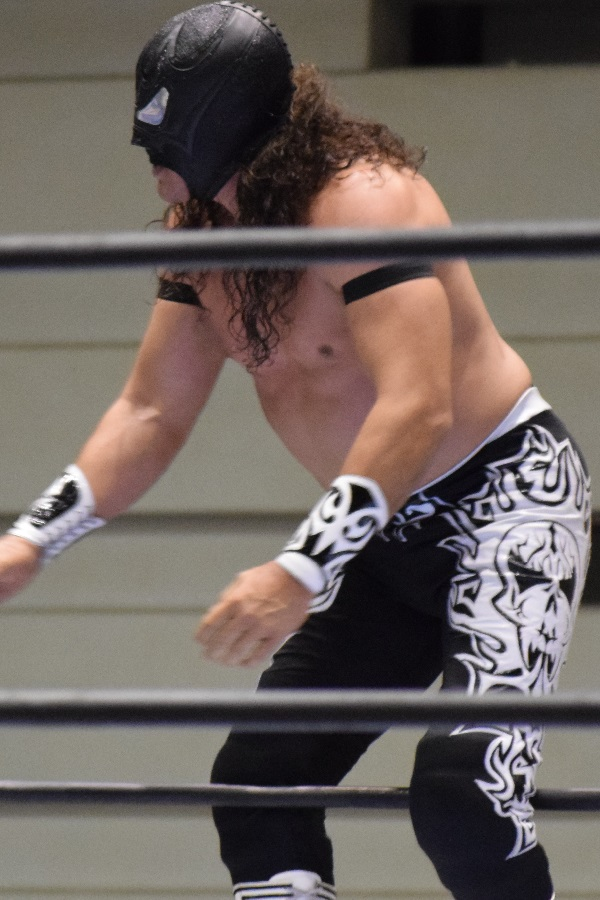
Euforia

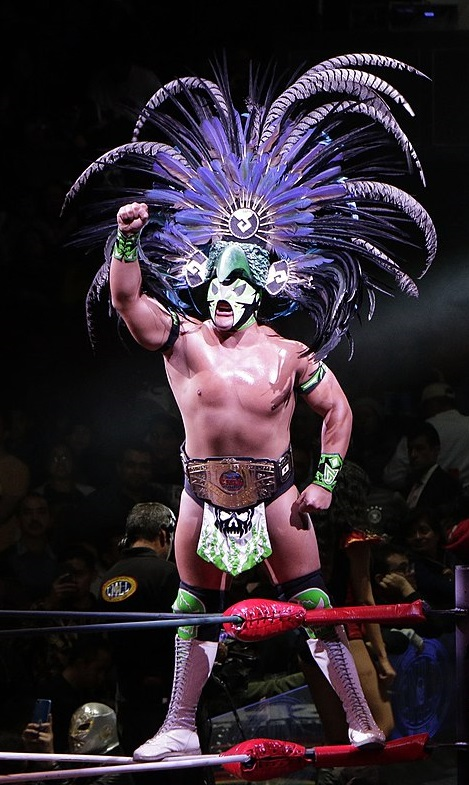
Gran Guerrero

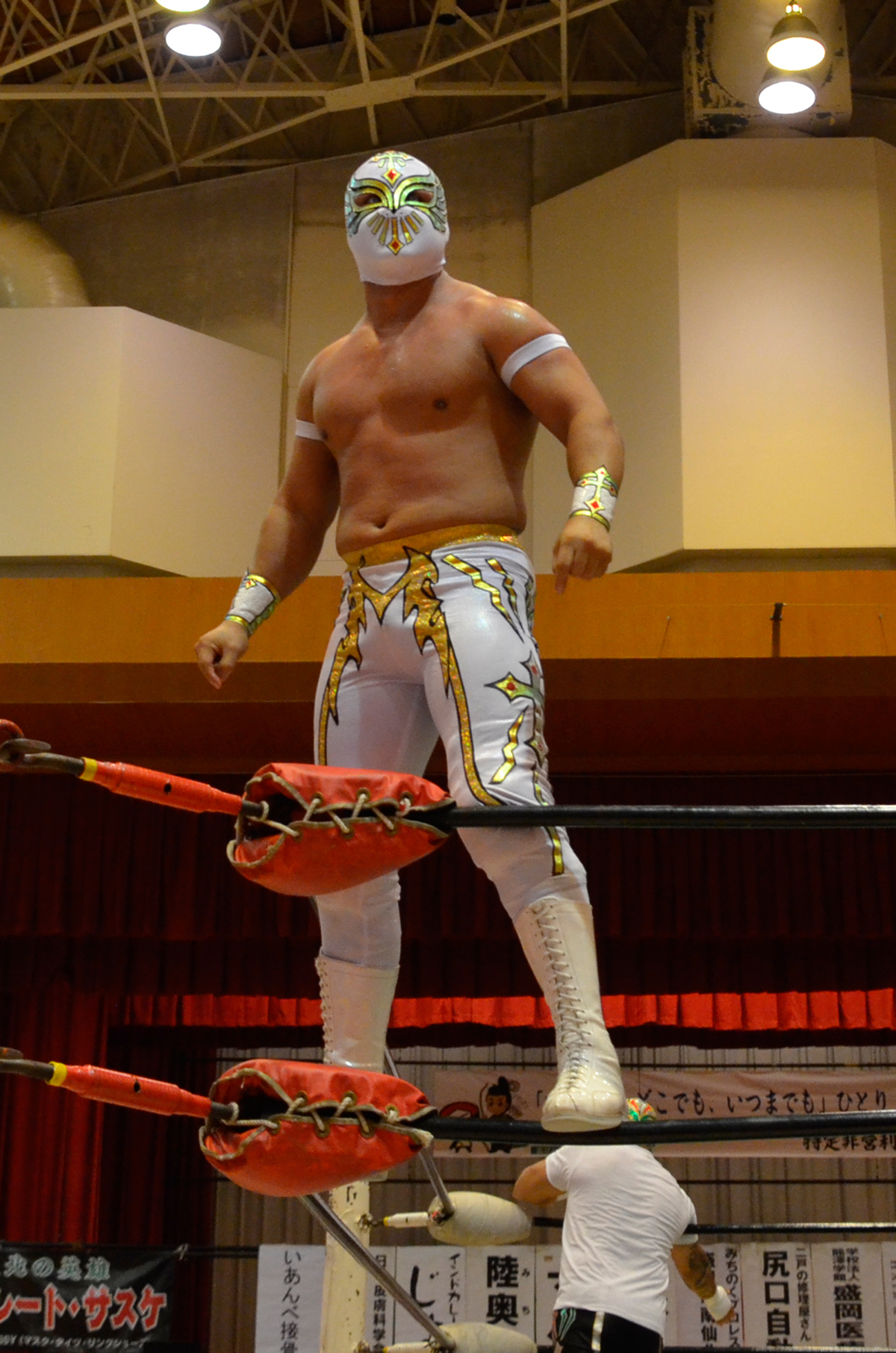
Místico

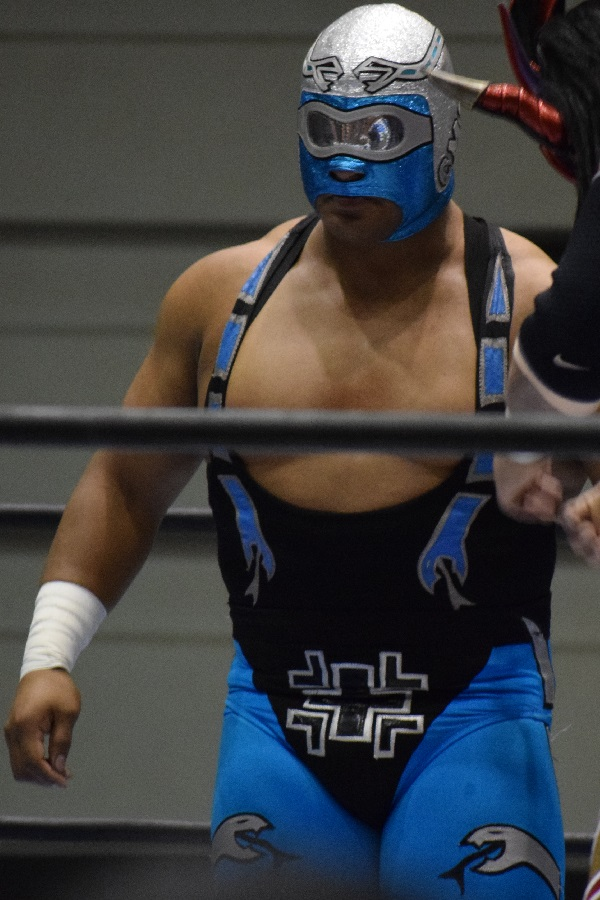
Stuka Jr.

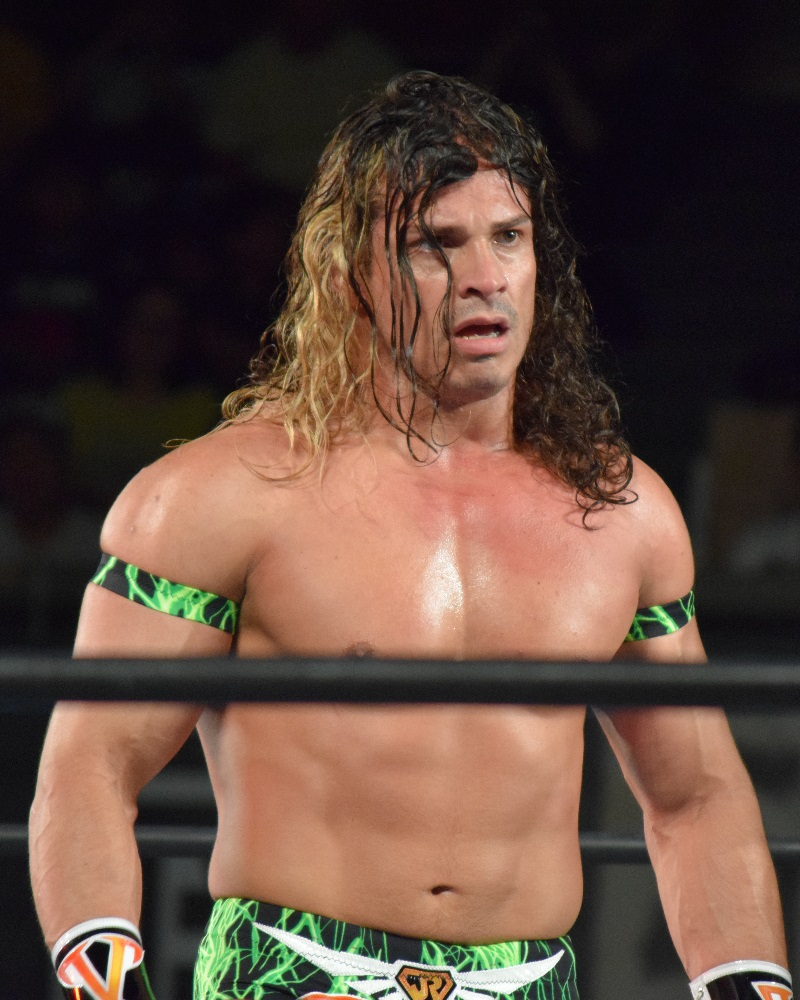
Volador Jr.

NOTA: En la lucha libre mexicana no se revela al público la identidad de los luchadores enmascarados. Por respeto a dicha tradición, los medios no informan ni especulan con el nombre real de estos luchadores.
| Nombre             | Nombre real                  | Notas                                                                                  |
| ------------------ | ---------------------------- | -------------------------------------------------------------------------------------- |
| Akuma              | José Luis Florencio Martínez |                                                                                        |
| Ángel de Oro       | Miguel Ángel Chávez Velasco  |                                                                                        |
| Apocalipsis        | Juan Contreras Uribe         |                                                                                        |
| Atlantis           | Desconocido                  |                                                                                        |
| Atlantis Jr.       | Desconocido                  | Campeón Mundial de Tercias del CMLL                                                    |
| Audaz              | Desconocido                  |                                                                                        |
| Averno             | Renato Ruíz Cortes           |                                                                                        |
| Bárbaro Cavernario | Leonardo Moreno Ayala        | .                                                                                      |
| Bengala            | Desconocido                  |                                                                                        |
| Blue Panther       | Genaro Vázquez Nevarez       |                                                                                        |
| Blue Panther Jr.   | Desconocido                  |                                                                                        |
| Camorra            | Roberto Ruiz González        |                                                                                        |
| Cancerbero         | Desconocido                  | Campeón Nacional de Tercias.                                                           |
| Cholo              | Carlos Soriano Mendoza       |                                                                                        |
| Coyote             | Desconocido                  |                                                                                        |
| Diamond            | Desconocido                  |                                                                                        |
| Disturbio          | Israel Aguilar Álvarez       |                                                                                        |
| Dragón Rojo Jr.    | Desconocido                  |                                                                                        |
| Drone              | Desconocido                  |                                                                                        |
| Dulce Gardenia     | Javier Márquez Gómez         |                                                                                        |
| El Felino          | Jorge Casas Ruiz             |                                                                                        |
| El Hijo del Signo  | Desconocido                  |                                                                                        |
| El Terrible        | Damián Gutiérrez Hernández   |                                                                                        |
| Eléctrico          | Desconocido                  |                                                                                        |
| Ephesto            | Desconocido                  |                                                                                        |
| Esfinge            | Desconocido                  |                                                                                        |
| Espanto Jr.        | Desconocido                  |                                                                                        |
| Espíritu Negro     | Juan González Olalde         |                                                                                        |
| Euforia            | Desconocido                  |                                                                                        |
| Flyer              | Desconocido                  |                                                                                        |
| Fuego              | Desconocido                  |                                                                                        |
| Grako              | Desconocido                  |                                                                                        |
| Gran Guerrero      | Desconocido                  | Campeón Mundial de Peso Completo del CMLL                                              |
| Guerrero Maya Jr.  | Desconocido                  |                                                                                        |
| Hechicero          | Desconocido                  |                                                                                        |
| Inquisidor         | Desconocido                  |                                                                                        |
| Kraneo             | Desconocido                  |                                                                                        |
| Kawato-San         | Hirai Kawato                 |                                                                                        |
| Leono              | Desconocido                  |                                                                                        |
| Luciferno          | Desconocido                  |                                                                                        |
| Magia Blanca       | Desconocido                  |                                                                                        |
| Magnus             | Desconocido                  |                                                                                        |
| Maquiavelo         | Desconocido                  |                                                                                        |
| Mephisto           | Desconocido                  |                                                                                        |
| Metálico           | Salvador Munguia             |                                                                                        |
| Misterioso Jr.     | Desconocido                  |                                                                                        |
| Místico            | Luis Urive Alvirde           | Campeón Mundial Histórico de Peso Medio de la NWA.                                     |
| Niebla Roja        | Sergio Raymundo Velasco      | Campeón Mundial de Peso Semicompleto del CMLL                                          |
| Nitro              | Desconocido                  |                                                                                        |
| Okumura            | Shigeo Okumura               |                                                                                        |
| Olímpico           | Joel Galicia                 |                                                                                        |
| Oro Jr.            | Desconocido                  |                                                                                        |
| Pegasso            | Desconocido                  |                                                                                        |
| Pólvora            | Desconocido                  |                                                                                        |
| Príncipe Odín Jr.  | Desconocido                  |                                                                                        |
| Retro              | Desconocido                  |                                                                                        |
| Rey Bucanero       | Arturo García Ortiz          |                                                                                        |
| Rey Cometa         | Mario González               |                                                                                        |
| Robin              | Desconocido                  |                                                                                        |
| Rugido             | Desconocido                  |                                                                                        |
| Sagrado            | Desconocido                  |                                                                                        |
| Sangre Imperial    | Desconocido                  |                                                                                        |
| Sensei             | Desconocido                  |                                                                                        |
| Shocker            | José Jair Soria              | Inactivo: Lesión en la mandíbula.                                                      |
| Soberano Jr.       | Desconocido                  |                                                                                        |
| Sonic              | Desconocido                  |                                                                                        |
| Star Jr.           | Desconocido                  | Campeón Mundial de Tercias del CMLL                                                    |
| Stigma             | Desconocido                  |                                                                                        |
| Stuka Jr.          | Desconocido                  | Campeón Mundial Histórico de Peso Semicompleto de la NWA                               |
| Templario          | Desconocido                  |                                                                                        |
| Tiger              | Desconocido                  |                                                                                        |
| Titán              | Desconocido                  | Campeón Mundial de Peso Wélter del CMLL.                                               |
| Último Guerrero    | José Gutiérrez Hernández     | Miembro del Departamento de "Programación" (booker).                                   |
| Valiente           | Desconocido                  |                                                                                        |
| Virus              | Ricardo Amezquita Carreño    | Campeón Nacional de Tercias.                                                           |
| Volador Jr.        | Ramón Ibarra Rivera          | Campeón Mundial Histórico de Peso Wélter de la NWA Campeón Mundial de Tercias del CMLL |
| Yago               | Desconocido                  |                                                                                        |

#### Luchadoras

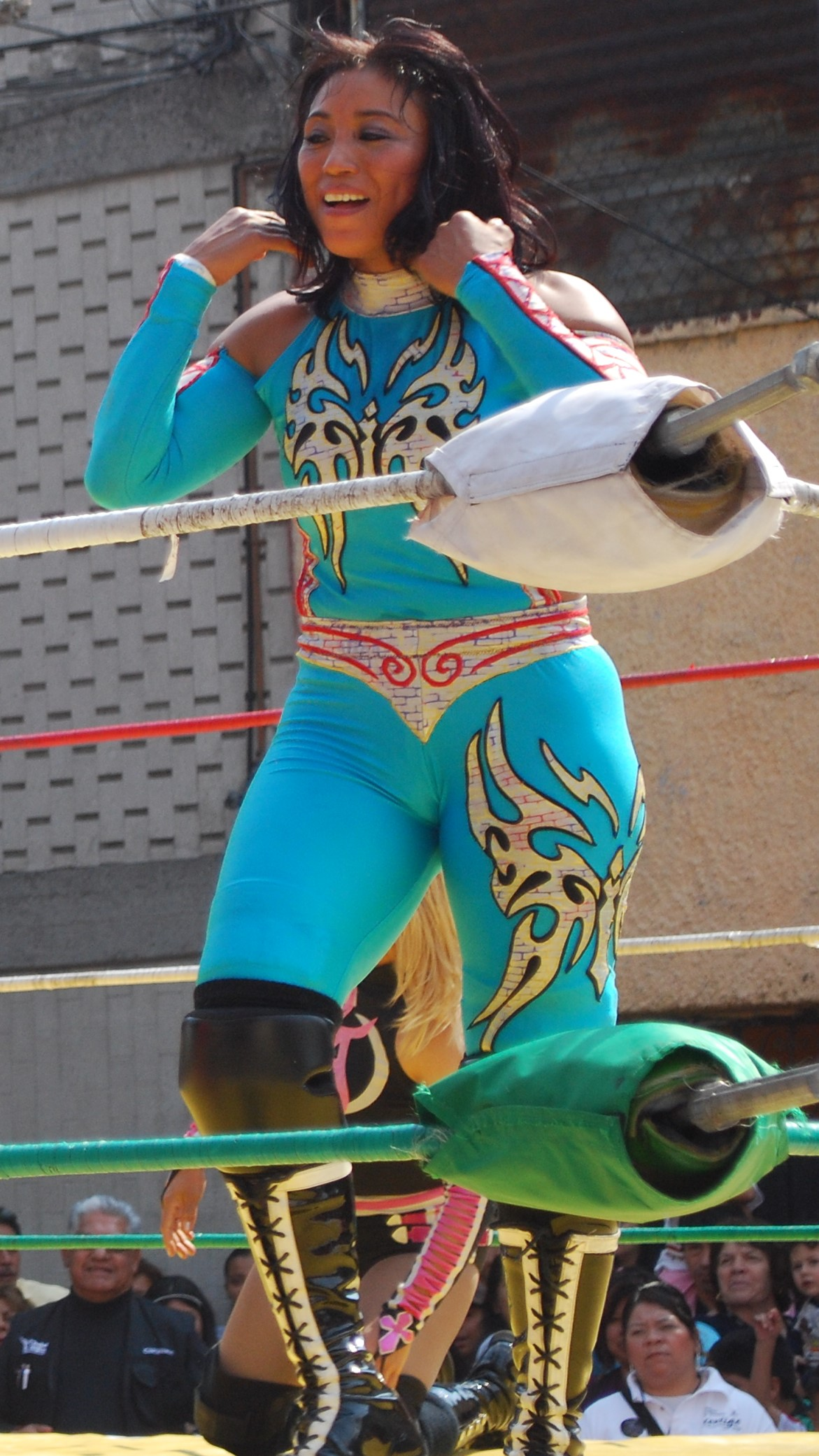
Marcela

| Nombre           | Nombre Real                | Notas                                                              |
| ---------------- | -------------------------- | ------------------------------------------------------------------ |
| La Amapola       | Guadalupe Olvera           |                                                                    |
| Avispa Dorada    | Desconocida                | Contrato libre                                                     |
| La Comandante    | Norma Martínez             |                                                                    |
| Dark Silueta     | Joana Jiménez Hernández    | Campeona Nacional Femenil del CMLL. Campeona Femenil de Occidente. |
| La Guerrera      | Brenda Valeria González    |                                                                    |
| Hera             | Desconocida                |                                                                    |
| La Jarochita     | Desconocida                | Campeona Nacional de parejas Femenil del CMLL.                     |
| Lluvia           | Desconocida                | Campeona Nacional de parejas Femenil del CMLL.                     |
| La Magnífica     | Tamara Barrón García       |                                                                    |
| Marcela          | María Santamaría Gómez     |                                                                    |
| La Metálica      | Desconocida                |                                                                    |
| Olympia          | Desconocida                |                                                                    |
| Princesa Sugehit | Ernestina Salazar Martínez | Campeona Mundial Femenil del CMLL.                                 |
| Reyna Isis       | Yaksiry Palacios           |                                                                    |
| La Seductora     | Irene Lagunas              |                                                                    |
| Skadi            | Desconocida                |                                                                    |
| Tessa Blanchard  | Tessa Blanchard            |                                                                    |
| La Vaquerita     | Desconocida                |                                                                    |
| Zeuxis           | Desconocida                |                                                                    |
| La Catalina      | Catalina García Corrial    | Campeona Universal de Amazonas del CMLL.                           |

#### Mini-luchadores

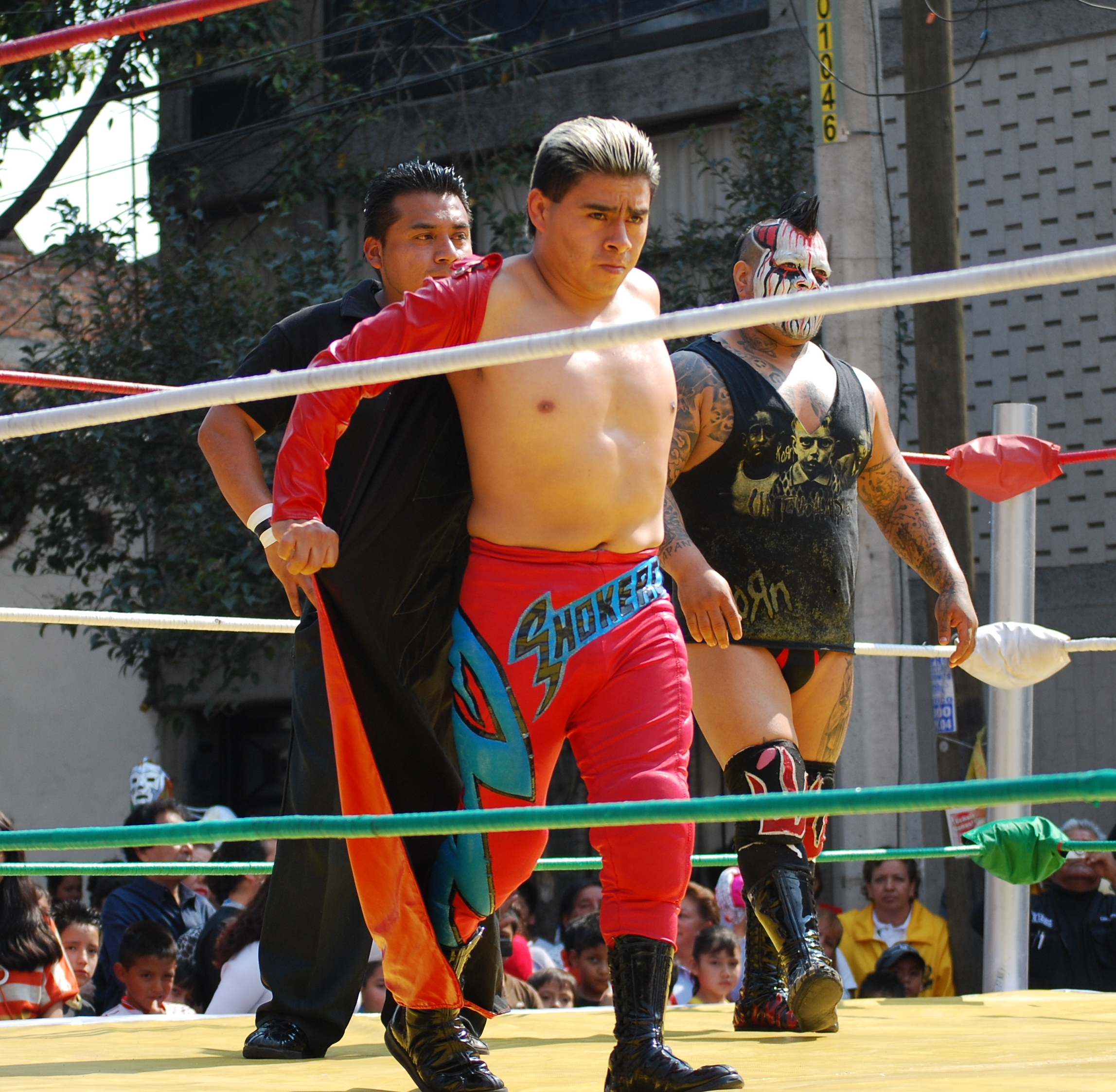
Shockercito

| Nombre                | Nombre real           | Notas                                              |
| --------------------- | --------------------- | -------------------------------------------------- |
| Acero                 | Acero                 | Desconocido                                        |
| Aéreo                 | Aéreo                 | Víctor Hernández                                   |
| Angelito              | Desconocido           |                                                    |
| Fantasy               | Desconocido           |                                                    |
| KeMonito              | Desconocido           | No es un luchador activo, solo un Mascota/Mánager. |
| Pequeño Nitro         | Desconocido           |                                                    |
| Pequeño Olímpico      | Desconocido           |                                                    |
| Pequeño Universo 2000 | Desconocido           |                                                    |
| Pequeño Violencia     | Desconocido           |                                                    |
| Pierrothito           | Desconocido           |                                                    |
| Shockercito           | Javier Cortes Sánchez | Campeón Mundial de Mini-Estrella del CMLL.         |
| Último Dragoncito     | Desconocido           |                                                    |

#### Micro-luchadores
| Nombre     | Nombre real            | Notas                                        |
| ---------- | ---------------------- | -------------------------------------------- |
| Ángel      | Desconocido            |                                              |
| Átomo      | Desconocido            |                                              |
| Chamuel    | José Francisco Cruz    | Campeón Mundial de Micro-Estrellas del CMLL. |
| El Gallito | Desconocido            |                                              |
| Guapito    | Armando Mercado García |                                              |
| Microman   | Desconocido            |                                              |
| Mije       | Desconocido            |                                              |
| Zacarias   | Desconocido            |                                              |

#### Equipos
| Nombre                  | Nombre Real                                           | Notas                                                                                       |
| ----------------------- | ----------------------------------------------------- | ------------------------------------------------------------------------------------------- |
| Los Depredadores        | Volador Jr., Diamond, Magia Blanca, Magnus. Rugido    |                                                                                             |
| Los Malditos            | El Sagrado, Gemelo Diablo I, Gemelo Diablo II         |                                                                                             |
| Los Guerreros Laguneros | Último Guerrero, Templario, Stuka Jr. y Gran Guerrero |                                                                                             |
| La Ola Negra            | Akuma, El Espanto Jr. y Dark Magic                    |                                                                                             |
| Los Atrapa-Sueños       | Espíritu Negro y Rey Cometa                           |                                                                                             |
| Los Nuevos Infernales   | Mephisto, Ephesto, Euforia y Hechicero                |                                                                                             |
| Los Terribles Chavez    | El Terrible, Ángel de Oro, Niebla Roja                | A veces presentados como "Los Nuevos Ingobernables" Campeones Mundiales de Parejas del CMLL |